# Кіріан Нвоко
Кіріан Нвоко (англ. Kyrian Nwoko, нар. 4 липня 1997, Лагос) — мальтійський футболіст, півзахисник клубу «Валетта». Син іншого мальтійського футболіста Чакса Нвоко.
Виступав, зокрема, за клуб «Сент Ендрюс», а також національну збірну Мальти.

## Клубна кар'єра
У дорослому футболі дебютував 2014 року виступами за команду клубу «Сент Ендрюс», в якій провів три сезони, взявши участь у 82 матчах чемпіонату. Більшість часу, проведеного у складі «Сент Ендрюса», був основним гравцем команди.
До складу клубу «Валетта» приєднався 2017 року. Станом на 13 березня 2019 року відіграв за мальтійський клуб 41 матч в національному чемпіонаті.

## Виступи за збірні
2014 року дебютував у складі юнацької збірної Мальти, взяв участь у 3 іграх на юнацькому рівні.
Протягом 2014—2017 років залучався до складу молодіжної збірної Мальти. На молодіжному рівні зіграв в 11 офіційних матчах, забив 4 голи.
2017 року дебютував в офіційних матчах у складі національної збірної Мальти.
| Дата       | Місто     | Господарі | Результат | Гості             | Турнір                               | Голи | Примітки |
| ---------- | --------- | --------- | --------- | ----------------- | ------------------------------------ | ---- | -------- |
| 12-11-2017 | Та-Калі   | Мальта    | 0 – 3     | Естонія           | товариський матч                     | -    | 59'      |
| 29-5-2018  | Ваттенс   | Вірменія  | 1 – 1     | Мальта            | товариський матч                     | -    | 65'      |
| 1-6-2018   | Швац      | Мальта    | 0 – 1     | Грузія            | товариський матч                     | -    | 71'      |
| 20-11-2018 | Та-Калі   | Мальта    | 1 – 1     | Фарерські острови | Ліга націй УЄФА 2018-2019 - 1-й етап | -    | 79'      |
| 23-3-2019  | Та-Калі   | Мальта    | 2 – 1     | Фарерські острови | Відбір до ЧЄ 2020                    | 1    | 37'      |
| 26-3-2019  | Та-Калі   | Мальта    | 0 – 2     | Іспанія           | Відбір до ЧЄ 2020                    | -    |          |
| 7-6-2019   | Стокгольм | Швеція    | 3 – 0     | Мальта            | Відбір до ЧЄ 2020                    | -    | 71'      |
| Усього     |           | Матчів    | 7         |                   | Голів                                | 1    |          |

## Титули і досягнення
- Чемпіон Мальти (2):

«Валетта»: 2017-18, 2018-19
- Володар Кубка Мальти (1):

«Валетта»: 2017-18
- Володар Суперкубка Мальти (2):

«Валетта»: 2018, 2019
- Володар Кубка Ірландії (1):

«Сент-Патрікс Атлетік»: 2021